# Barão de Leiria
Barão de Leiria é um título nobiliárquico criado por D. Maria II de Portugal, por Decreto de 1 de Outubro de 1835, em favor de José de Vasconcelos Bandeira de Lemos, depois 1.º Visconde de Leiria.
Titulares
1. José de Vasconcelos Bandeira de Lemos, 1.º Barão e 1.º Visconde de Leiria;
2. Maria Benedita de Vasconcelos e Lemos, 2.ª Baronesa e 2.ª Viscondessa de Leiria, casada com António Augusto Pereira de Vasconcelos de Sousa, 2.º Visconde de Leiria jure uxoris e 1.º Conde de Leiria.